# Doninwest

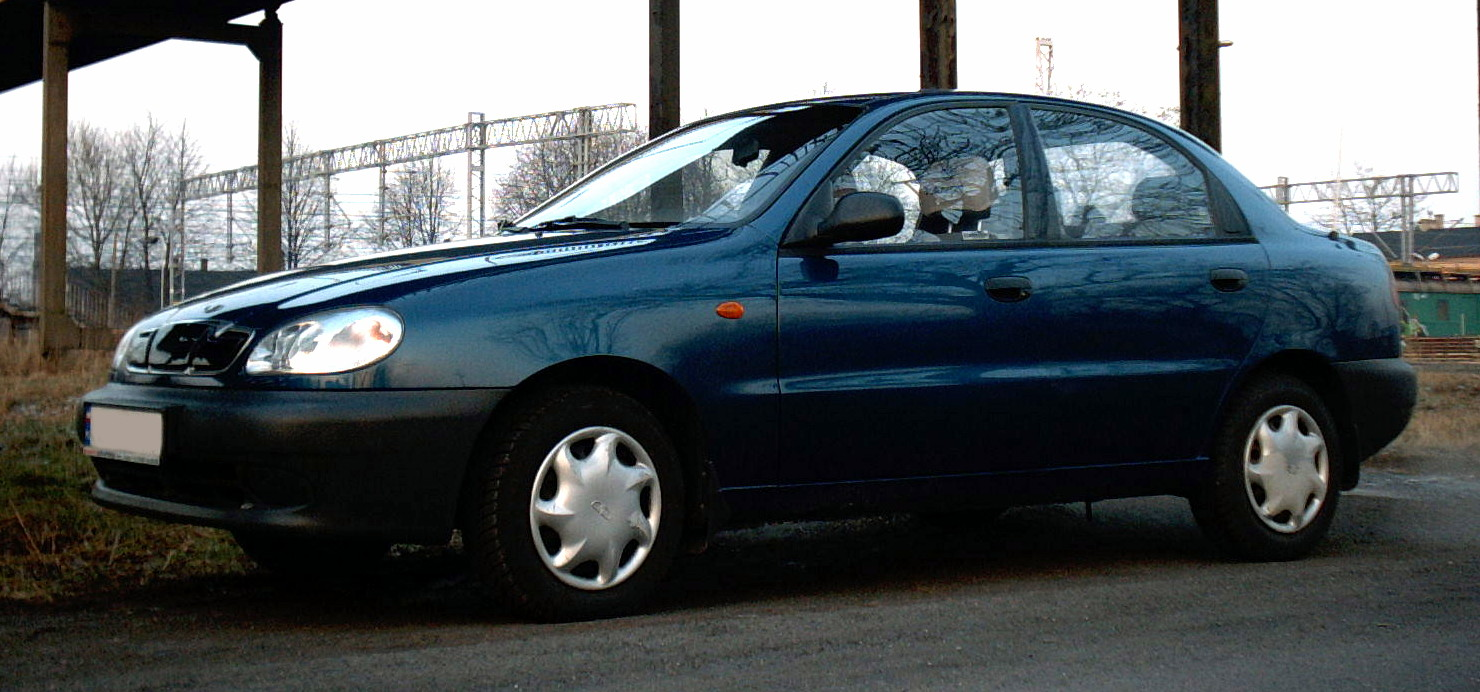
Asso

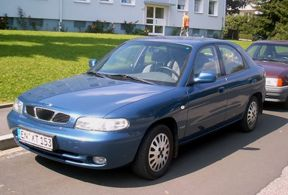
Orion

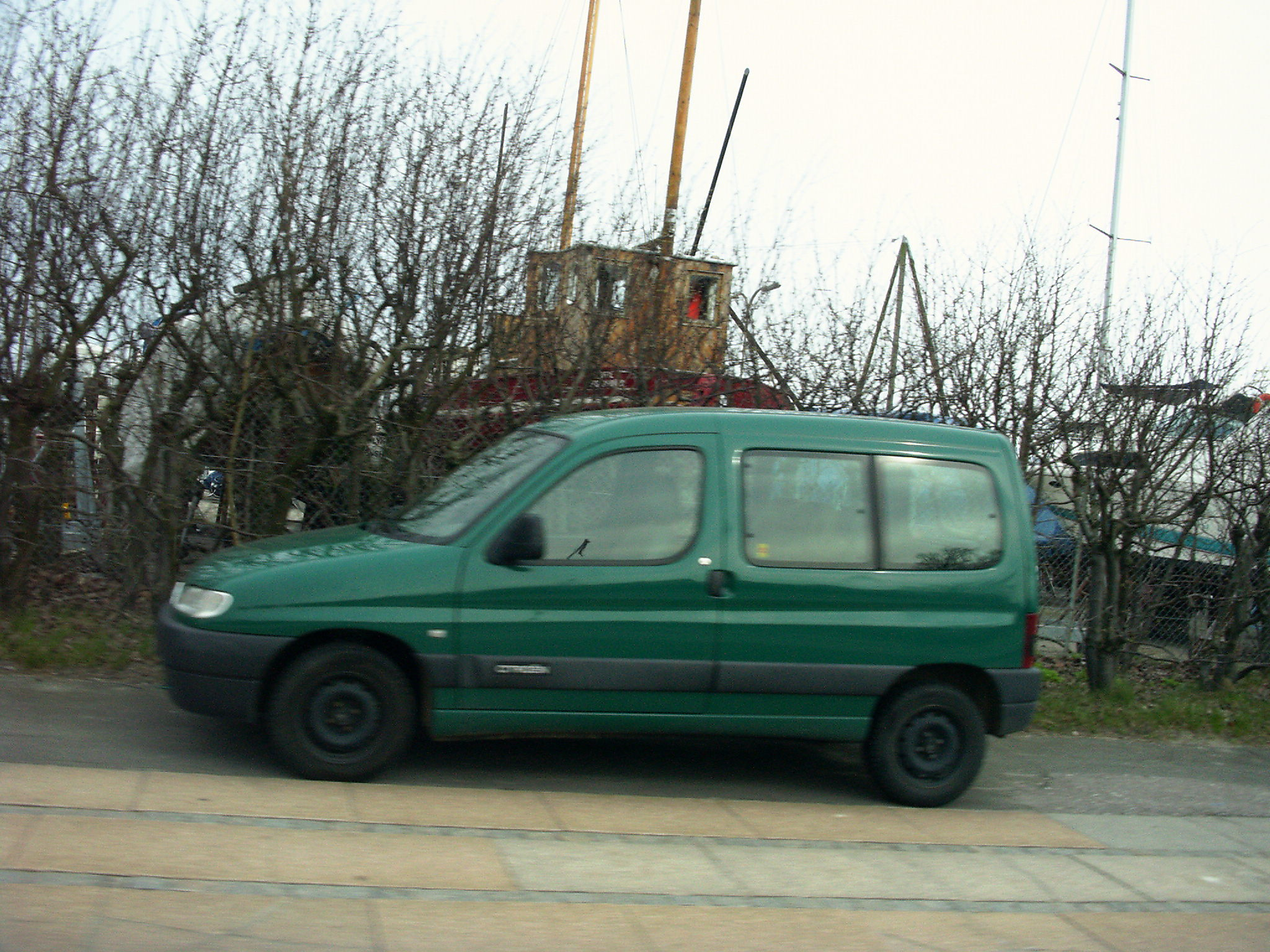
Orion M

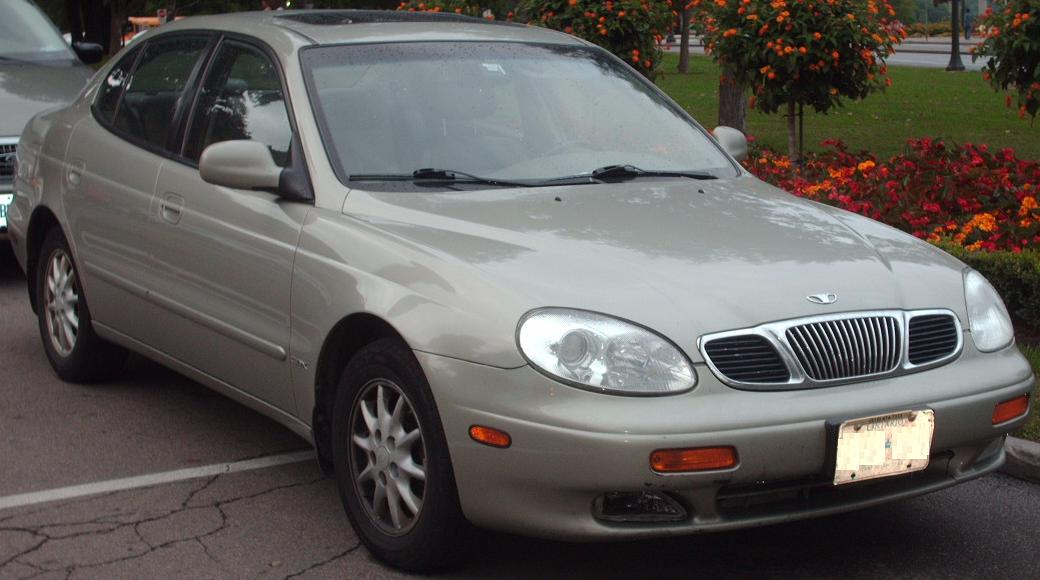
Kondor

Doninwest (russisch: Донинвест) war eine russische Automarke.

## Unternehmensgeschichte
Hersteller war das Taganrog-Automobilwerk, welches unter diesem Markennamen Modelle der ausländischen Hersteller Daewoo Motors und Citroën auf den russischen Markt brachte. 1995 entstanden die ersten Fahrzeuge aus CKD-Einheiten. 1998 war ein neues Werk mit einer Jahreskapazität von 120.000 Autos fertig. Der hohe Anteil importierter Fahrzeugteile sorgte dafür, dass die Fahrzeuge auf den russischen Markt verhältnismäßig teuer waren. Das Ende der Marke kam 2002.

## Modelle

### Asso
Der Daewoo Lanos wurde als Asso produziert und wurde lediglich mit einem Motor mit 1500 cm³ Hubraum angeboten.

### Orion
Als Orion trat der Daewoo Nubira auf den russischen Markt. Das Modell war von 1998 bis 2002 auf dem Markt.

### Orion M
1999 ergänzte der Orion M das Angebot. Dieses Modell entsprach dem Citroën Berlingo.

### Kondor
Als Kondor verließ der Daewoo Leganza die Werkshallen.